# Южный (Александровский район)
Ю́жный — посёлок в Александровском районе Оренбургской области. Входит в состав Тукаевского сельсовета.

## История
В 1960 году указом Президиума Верховного Совета РСФСР посёлок фермы № 2 совхоза им. Дзержинского переименован в Южный.

## Население
| 2010 |
| ---- |
| 75   |

## Улицы
В посёлке имеется одна улица — Новая.